# AB Doradus

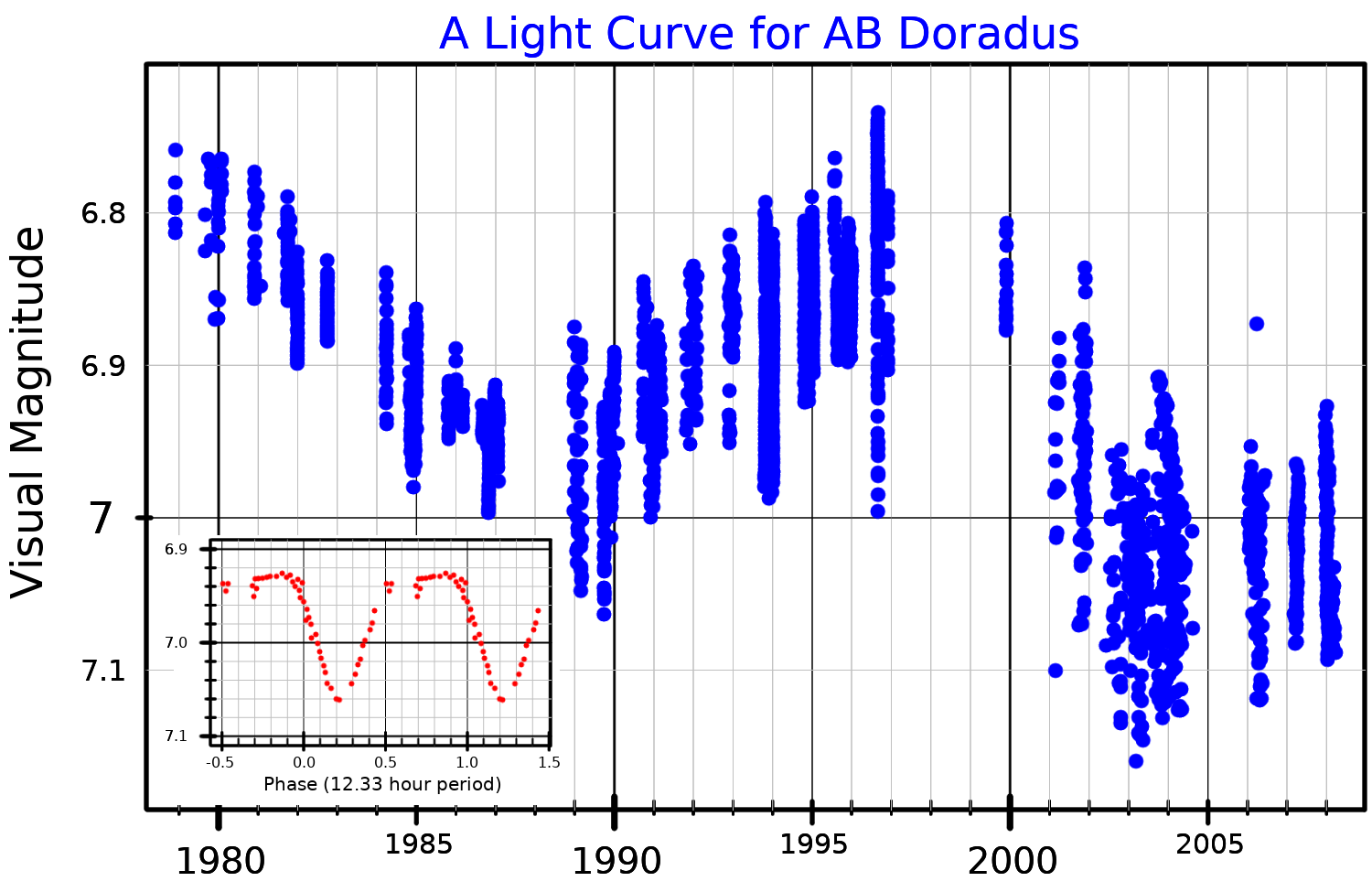
Lichtkromme van AB Dor

AB Doradus is een drievoudige ster in het sterrenbeeld Goudvis met magnitude van +6,93 en met een spectraalklasse van K1.IIIp, dM3-4e en een M8. De ster bevindt zich 48,44 lichtjaar van de zon.
De primaire component van het systeem is amper 50 miljoen jaar oud, roteert 50x zo snel als de zon en heeft een hoog aantal zonnevlekken.
Het systeem is drievoudig. De dubbelster AB Doradus B staat 135 AE van component A. AB Doradus C staat 2,3 AE van component B, en heeft een omlooptijd van 11,75 jaar. Component C is een van de minst massieve sterren bekend (93 jupitermassa's).